# NGC 951
NGC 951 is een balkspiraalstelsel in het sterrenbeeld Walvis. Het hemelobject werd in 1886 ontdekt door de Amerikaanse astronoom Francis Preserved Leavenworth.

## Synoniemen
- PGC 9442
- ESO 479-8
- MCG -4-7-1
- AM 0226-223